# کالاواگاهاوادیا
کالاواگاهاوادیا (به لاتین: Kalawagahawadiya) یک منطقهٔ مسکونی در سری‌لانکا است که در استان مرکزی (سری‌لانکا) واقع شده‌است.